# 龍潭翁新統大屋
龍潭翁新統大屋是一座位於臺灣桃園市龍潭區烏林村的宅第，今列桃園市文化資產。

## 沿革
該建築為翁氏家族的宅第，座落於烏林村，翁元幹最初於清道光年間搬遷至烏林村進行開墾，併購置田間建立祖厝，成為烏林村一帶望族。翁宅最初於光緒20年（西元1894年）落成，由翁元幹長子、負責家族內六大房帳務的翁新統主持下進行開工儀式。建築後於大正八年（西元1919年）由翁新統主持重修。
1949年，該建築進入正廳樑架更換、護龍砌磚重建工程。2002年對左護龍進行建造工程，此時建築物仍持續使用，右護龍仍作為住宅使用，正廳作為為翁氏家族的祖祠。然而針對該大屋產權迭有爭議。2003年，翁新統後代向文化局審查委員會提出古蹟申請並獲得批准。申請範圍涵蓋大屋的正廳和右側第一護龍。然而因大屋位在都市計畫範圍外，無法適用《文化資產保存法》容積率轉移補償的問題，該申請後被內政部駁回。2009年，桃園縣文化局將龍潭翁新統大屋正廳及右一護龍，以「龍潭翁新統大屋（正廳、右第一護龍）」指定為縣定古蹟。隔年雖將左護龍列為暫定古蹟，但在翁家後代出現反對古蹟保護的聲音後，文化局無法介入修復工作。
2014年，建築年代久遠且長期未進行修復，翁新統大屋列為古蹟範圍內前堂入口處屋脊及正廳則搭建支撐架和鋼棚，但仍未動工進行修復。2015年8月29日，由於遭遇大雨，翁新統大屋前堂中脊的部分屋瓦受損，然而由於這部分並非古蹟範圍內一部分，因此暫未進行修復。針對產權爭議，桃園縣文化局表示將委派專案處理產權問題。

## 建築設計
翁宅形制為二進左右雙護龍之四合院，佔地二千餘坪，屋前設有禾埕，正堂步口枋椽，屋頂採翹脊燕尾脊形式，並設有木作構架、石雕、磚雕、彩繪、剪黏、堆花泥塑及交趾陶等裝飾元素。屋內的格扇門則以螭龍透雕。當前該建築仍保留1919年重修之規模，唯兩側護龍已改為砌磚之房舍。

## 另見
- 龍潭龍元宮

## 外部連結
- 龍潭翁新統大屋 文化部iCulture （页面存档备份，存于）